# Вальверде (Санта-Крус-де-Тенерифе)
Вальверде (ісп. Valverde) — муніципалітет в Іспанії, у складі автономної спільноти Канарські острови, у провінції Санта-Крус-де-Тенерифе, на острові Ієрро. Населення — 5035 осіб (2010).

## Географія
Муніципалітет розташований на відстані близько 1910 км на південний захід від Мадрида, 180 км на південний захід від Санта-Крус-де-Тенерифе.
На території муніципалітету розташовані такі населені пункти: (дані про населення за 2010 рік)
- Калета: 275 осіб
- Ечедо: 191 особа
- Гуарасока: 350 осіб
- Ісора: 422 особи
- Моканаль: 959 осіб
- Пуерто-де-ла-Естака: 111 осіб
- Сан-Андрес: 248 осіб
- Тамадусте: 282 особи
- Тіньйор: 32 особи
- Вальверде: 1691 особа
- Лас-Плаяс: 110 осіб
- Теміхіраке: 180 осіб
- Ересе: 184 особи

### Клімат
Громада знаходиться у зоні, котра характеризується кліматом помірних степів та напівпустель. Найтепліший місяць — вересень із середньою температурою 23.4 °C (74.1 °F). Найхолодніший місяць — січень, із середньою температурою 18.1 °С (64.6 °F).
| Клімат Вальверде        | Клімат Вальверде | Клімат Вальверде | Клімат Вальверде | Клімат Вальверде | Клімат Вальверде | Клімат Вальверде | Клімат Вальверде | Клімат Вальверде | Клімат Вальверде | Клімат Вальверде | Клімат Вальверде | Клімат Вальверде | Клімат Вальверде |
| Показник                | Січ.             | Лют.             | Бер.             | Квіт.            | Трав.            | Черв.            | Лип.             | Серп.            | Вер.             | Жовт.            | Лист.            | Груд.            | Рік              |
| Середній максимум, °C   | 20,6             | 20,6             | 20,9             | 21,3             | 22,2             | 23,6             | 24,7             | 25,8             | 26,1             | 25,2             | 23,4             | 21,8             | 23               |
| Середня температура, °C | 18,1             | 18,1             | 18,3             | 18,7             | 19,6             | 21               | 22               | 23               | 23,4             | 22,5             | 21               | 19,3             | 20,4             |
| Середній мінімум, °C    | 15,7             | 15,6             | 15,7             | 16,1             | 16,9             | 18,3             | 19,4             | 20,3             | 20,7             | 19,8             | 18,5             | 17               | 17,8             |
| Норма опадів, мм        | 28               | 29               | 20               | 14               | 2                | 1                | 0                | 0                | 2                | 12               | 26               | 33               | 170              |
| Днів з опадами          | 3                | 2                | 3                | 1                | 0                | 0                | 0                | 0                | 0                | 2                | 2                | 4                | 19               |
| Вологість повітря, %    | 74               | 76               | 74               | 74               | 74               | 75               | 77               | 78               | 77               | 76               | 74               | 74               | 75               |
| ----------------------- | ---------------- | ---------------- | ---------------- | ---------------- | ---------------- | ---------------- | ---------------- | ---------------- | ---------------- | ---------------- | ---------------- | ---------------- | ---------------- |
| Джерело: Weatherbase    |                  |                  |                  |                  |                  |                  |                  |                  |                  |                  |                  |                  |                  |

## Демографія
Динаміка населення (INE ):

## Галерея зображень

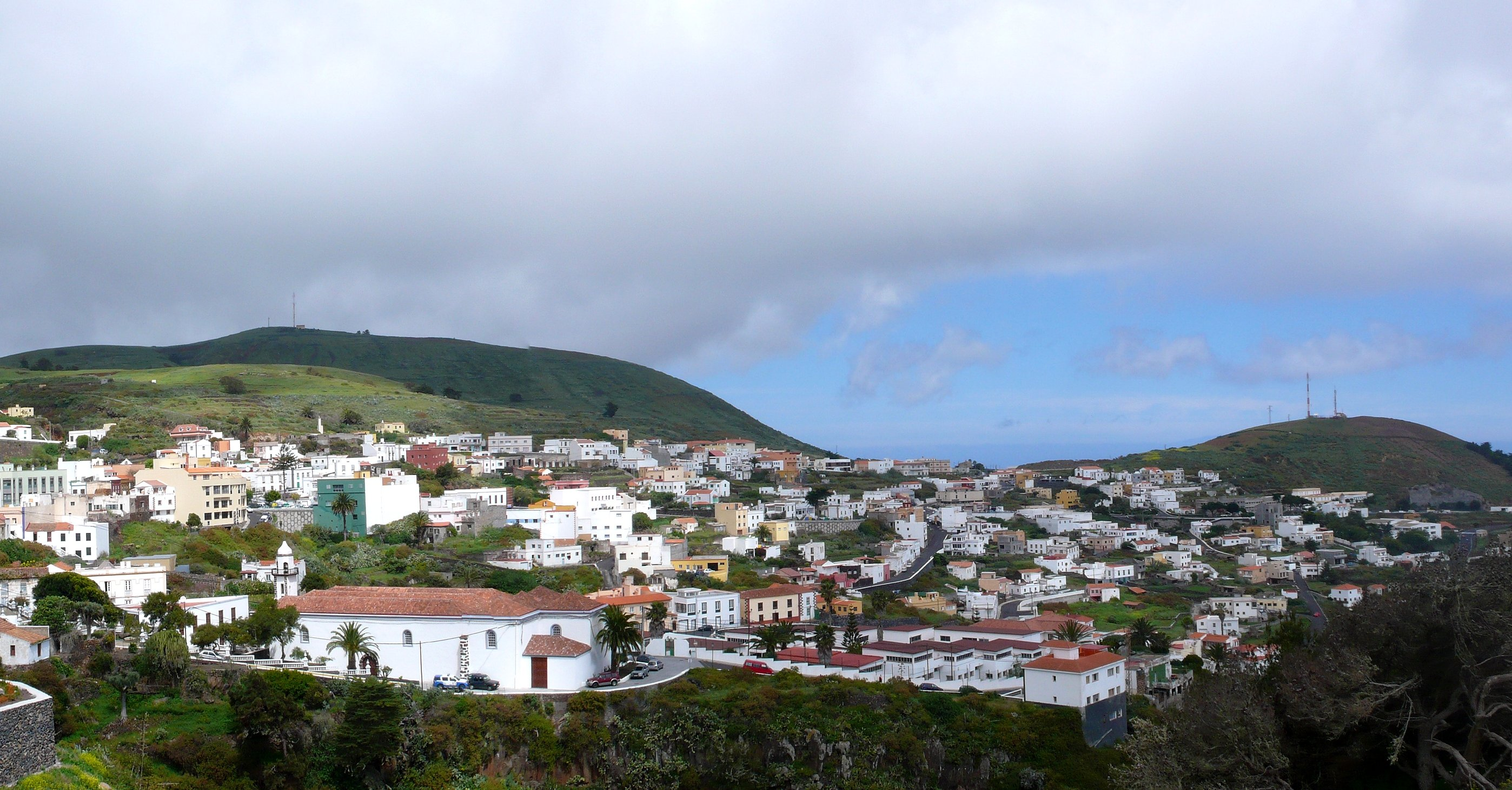
Вальверде